# Harry Storer (Fußballspieler, 1870)
Harold „Harry“ Storer (* 24. Juli 1870 in Ripley; † 25. April 1908 in Halloway) war ein englischer Fußballtorwart und Cricketspieler. Als Torhüter war er bekannt für seine Zeit bei Arsenal und Liverpool; dazu spielte er First-Class Cricket im Cricket für Derbyshire.

## Sportlicher Werdegang
Storer war in seiner Jugendzeit zunächst für den heimischen Klub Ripley Town aktiv, bevor es ihn zu Derby Midland zog. Dieser Verein fusionierte im Jahr 1891 mit Derby County, wo Storer dann in der Reservemannschaft eingesetzt wurde. Über den Umweg Gainsborough Trinity und Loughborough Town heuerte er dann im Mai 1894 in London bei Woolwich Arsenal an. Bei dem damaligen Zweitligisten wurde er auf Anhieb Stammtorwart in der Saison 1894/95 und er verpasste nach der 2:5-Auftaktniederlage gegen Lincoln City nur zwei Ligapartien. Auch zu Beginn der anschließenden Spielzeit 1895/96 zeigte er sich zunächst formstark, aber seine Zeit für Arsenal endete abrupt im November 1895. Dafür verantwortlich war seine Suspendierung, die der Verein gegen ihn ausgesprochen hatte, nachdem er gegen Disziplinregeln verstoßen hatte. Bereits im Dezember 1895 wechselte er für eine Ablösesumme von 75 Pfund zum Ligakonkurrenten FC Liverpool, bei dem er im restlichen Saisonverlauf nicht nur 13 Pflichtspiele absolvierte, sondern über den Gewinn der Zweitligameisterschaft mit zum Aufstieg in die höchste englische Spielklasse beitrug.
In Liverpool ersetzte Storer Matt McQueen, der selbst nicht nur als Torwart, sondern auch als Feldspieler aufgeboten werden konnte. Der Neuling wurde in der heimischen Presse auf Anhieb sehr geschätzt, da er nicht nur Coolness, Wagemut und Sicherheit ausstrahlte, sondern in den ersten elf Ligaeinsätzen auch nur acht Gegentore kassierte. Von den folgenden 87 Ligabegegnungen bis Anfang 1899 verpasste Store nur sieben Einsätze, bevor ihn McQueen zunächst für zwei Partien ersetzte und er danach von Bill Perkins verdrängt wurde. Zwischendurch hatte ihn Willie Donnelly zwischen Dezember 1896 und Ende Februar 1897 vertreten. Dies lag zunächst an Storers Verletzung, aber nach seiner Genesung lieh ihn Liverpool kurzzeitig nach Schottland an Hibernian Edinburgh aus. Dort war wiederum der etatmäßige Torwart ausgefallen und in der anstehenden Pokalpartie gegen die Glasgow Rangers stand Storer zwischen den Pfosten der „Hibs“ – die Partie endete jedoch mit einer 0:3-Niederlage. Ab Beginn der Saison 1899/1900 war Perkins die eindeutige „Nummer 1“ der „Reds“, obwohl Storer zum Jahresende 1899 noch einmal elf Einsätze in Serie absolvieren durfte. Anschließend übernahm Perkins wieder dauerhaft die Stammtorhüterrolle. Dass Perkins in der Hackordnung zurückfiel, soll auch mit seinem Verhalten auf dem Platz zusammengehangen haben, wenn er nicht unter großem Druck stand. Er galt dann als unkonzentriert und anfällig für einfache Gegentore.
Zusätzlich zu seiner Beschäftigung als Profifußballer betrieb Storer eine Gaststätte. Auch für diese Entscheidung wurde er kritisiert und die Erneuerung seiner Lizenz im September 1899 verzögert. Nach dem Ende seiner Liverpool-Karriere im Jahr 1901 – zum Gewinn der englischen Meisterschaft in dem Jahr trug er nichts bei – endete auch seine Profilaufbahn und er ließ die aktive Karriere in der Heimat beim FC Halloway ausklingen. Im Alter von nur 37 Jahren verstarb Storer an den Folgen einer Tuberkuloseerkrankung. Neben dem Fußball hatte er in seinem Sportlerleben auch im Cricket auf sich aufmerksam gemacht und sechs First-Class-Matches für Derbyshire bestritten. Auch sein Bruder Bill war in beiden Sportarten aktiv gewesen. Darüber hinaus „erbte“ sein gleichnamiger Sohn Harry das Fußballtalent und schaffte es sogar in die englische Nationalmannschaft – dazu trainierte er Klubs wie Coventry City, Birmingham City und Derby County.